# R.V.L.
R.V.L. – dziewiąty album studyjny polskiego rapera Karramby, będący reedycją albumu Rock Vatos Locos z 2005 roku. Został wydany 29 stycznia 2015 roku nakładem wytwórni Gold Trade Music. Reedycja wzbogacona jest o zremasterowane utwory z oryginalnej wersji albumu oraz kilka zupełnie nowych utworów. Inne utwory znalazły się również na albumie reedycyjnym R.V.L. v2.0 wydanym 2 miesiące później.

## Lista utworów
Opracowano na podstawie materiału źródłowego.
1. „V (R.V.L. Edit)” – 4:35
2. „Mój własny raj (R.V.L. Edit)” – 6:48
3. „Jak najdalej stąd (R.V.L. Edit)” – 3:06
4. „Ile kosztujesz? (R.V.L. Edit)” – 4:38
5. „My Joy (Tribute To Depeche Mode)” – 4:07
6. „NY płonie (R.V.L. Edit)” (gościnnie: 4Real, Dziura) – 4:45
7. „Pocałuj mnie w d*pę (R.V.L. Edit)” – 6:56
8. „Fahr nach polen (R.V.L. Edit)” – 4:23
9. „Twój własny raj (R.V.L. Edit)” – 5:24
10. „Dziewczyna w koronie cierniowej (R.V.L Edit)” – 3:51